# Station Rantau Prapat
Rantau Prapat is een spoorwegstation in de Indonesische provincie Noord-Sumatra.